# Michela Fanini
Michela Fanini (Lucca, 23 maart 1973 – Capannori, 16 oktober 1994) was een Italiaanse wielrenster. Ze werd reeds op 19-jarige leeftijd Italiaans kampioen op de weg in 1992 en ze won brons op de Wereldkampioenschappen wielrennen 1993 in Oslo met de nationale ploeg van Italië. In 1994 won ze drie etappes in de Ronde van Frankrijk voor vrouwen en het eindklassement van de Ronde van Italië voor vrouwen. Ze leek op weg naar een succesvolle carrière.
Later dat jaar, op 16 oktober 1994, overleed Fanini bij een auto-ongeluk, op 21-jarige leeftijd, niet ver van haar woonplaats Lucca. Haar vader Brunello Fanini organiseert sinds 1995 ter herinnering aan haar de Giro della Toscana Femminile – Memorial Michela Fanini. Ook richtte hij in 1999 de vrouwenploeg Società Ciclista in memoria di Michela Fanini op.

## Belangrijkste overwinningen

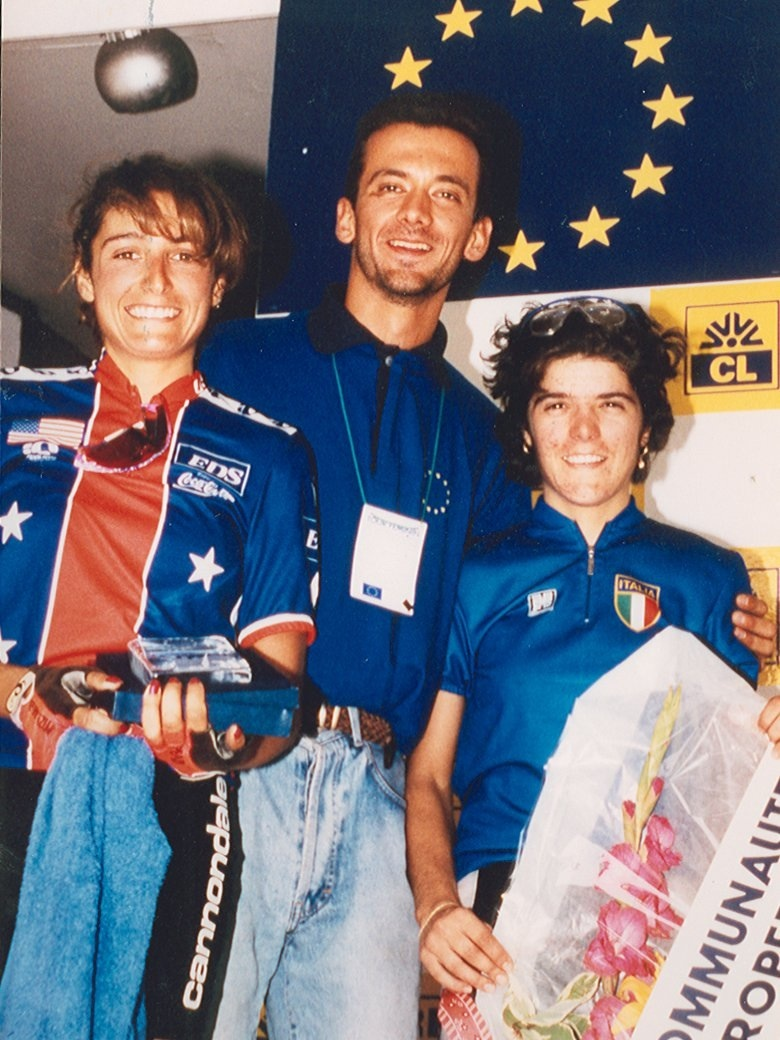
Fanini (rechts) wint 7e etappe Tour de la CEE 1993

1992
 Italiaans kampioen op de weg, elite
1993
5e etappe Giro Donne
7e etappe Tour de la Communauté européenne
Tour cycliste féminin
Winnares etappe 10b
2e in etappe 4
3e in etappe 1a
3e in etappe 2
22e in eindklassement
 Italiaans kampioenschap op de weg, elite
 WK Ploegentijdrit in Oslo
(met: Roberta Bonanomi, Alessandra Cappellotto en Fabiana Luperini)
4e op WK op de weg in Oslo
1994
 Eindklassement Giro Donne
Winnares 2e etappe
2e in 3e etappe
2e in 5e etappe
2e in 6e etappe
3e in proloog
Tour cycliste féminin
Winnares 2e etappe
Winnares 5e etappe
Winnares 7e etappe
2e in 4e etappe
3e in 3e etappe
17e in eindklassement